# شیلا دیکشیت
شیلا دیکشیت (نای کاپور)، (زاده ۳۱ مارس ۱۹۳۸ – درگذشته ۲۰ ژوئیه ۲۰۱۹)، سیاستمدار هندی بود که از طولانی‌ترین دوره‌های سروزیری در دهلی را داشت و از میان زنانی که در این مقام بوده‌اند در کل هند و در میان همهٔ استان‌ها رتبه نخست را دارد؛ او به مدت ۱۵ سال (۱۹۹۸–۲۰۱۳) در این پست بوده‌است.

## جایزه‌ها
- در ۲۰۱۰ جایزه دارا شکوه از سوی انجمن هند-ایران[۴]
- در 2013 Delhi Women of the Decade Achievers Award ۲۰۱۳ توسط ALL Ladies League برای خدمات برجسته عمومی.[۵]